# زوزانا ژیرکووا
زوزانا ژیرکووا (اسلواکی: Zuzana Žirková؛ زادهٔ ۶ ژوئن ۱۹۸۰)  بازیکن زن بسکتبال اهل اسلواکی بود. وی در بازی‌های المپیک تابستانی ۲۰۰۰ شرکت کرده‌است.